# Jonny spielt auf
Jonny spielt auf (Jonny attacca) è un'opera in lingua tedesca con parole e musica del compositore austriaco Ernst Křenek, basata su un violinista jazz. L'opera rappresentava la libertà culturale dell "epoca d'oro" della Repubblica di Weimar.

## Storia delle esecuzioni
Fu presentata in anteprima al Neues Theatre, il predecessore dell'Opera di Lipsia, il 10 febbraio 1927 e fu rapidamente adottata dai teatri d'opera di tutta la Germania, dove fu rappresentato 421 volte su vari palcoscenici solamente durante la sua prima stagione. L'opera fornì a Krenek la sicurezza finanziaria per poter dedicare tutto il suo tempo alla composizione. Andò in scena in 42 teatri d'opera, incluso il Metropolitan Opera di New York il 19 gennaio 1929, dove fu rappresentato da Artur Bodanzky con Florence Easton, Edytha Fleischer, Walter Kirchhoff, Michael Bohnen e Friedrich Schorr. Il libretto è stato tradotto in 14 lingue. È stata la prima opera eseguita dal tenore svizzero Hugues Cuénod.
Tuttavia, con l'ascesa del movimento nazista, l'opera incontrò ostilità a Vienna nel 1927-1928 da parte dei simpatizzanti nazisti. La rivista Vogue descrisse la scena nella primavera del 1928:
A Monaco, ad esempio, il teatro dell'opera le è stato chiuso e, per essere presentata, è dovuta andare al Gaertner Platz Theater. Alla prima rappresentazione testimoni arrabbiati hanno lanciato dispositivi maleodoranti. Alla seconda, ironici partigiani di Hitler hanno liberato una gabbia di topi bianchi. Dopo lo spettacolo, la folla in strada ha minacciato il pubblico per aver guardato volentieri il "Black Shame!"
Le stesse proteste si verificarono diversi anni dopo a Monaco. Dopo che i nazionalsocialisti raggiunsero il potere in Germania, bandirono l'opera. Alla mostra della Entartete Musik del 1938 a Düsseldorf, l'organizzatore Hans Severus Ziegler condannò l'opera come l'archetipo stesso della decadenza di Weimar e usò la caricatura razzista e antisemita di uno dei manifesti promozionali originali per l'opera del 1927 come principale immagine promozionale per la sua mostra.

## Ruoli
| Ruolo                                      | Registro vocale | Cast della Première, 10 febbraio 1927 Direttore: Gustav Brecher |
| ------------------------------------------ | --------------- | --------------------------------------------------------------- |
| Anita, una cantante d'opera                | soprano         | Fanny Cleve                                                     |
| Max, un compositore                        | tenore          | Paul Beinert                                                    |
| Daniello, un violinista virtuoso           | baritono        | Theodor Horand                                                  |
| Jonny, un violinista di una band jazz nera | baritono        | Max Spilcker                                                    |
| Yvonne, una cameriera di hotel             | soprano         | Claire Schulthess                                               |
| Direttore dell'hotel                       | tenore          |                                                                 |
| Impiegato ferroviario                      | tenore          |                                                                 |
| Manager Artistico                          | tenore          |                                                                 |
| Primo poliziotto                           | tenore          |                                                                 |
| Secondo poliziotto                         | baritono        |                                                                 |
| Terzo poliziotto                           | basso           |                                                                 |

## Incisioni
- Decca 436 631-2: Alessandra Marc, Krister St. Hill, Michael Kraus, Maria Posselt, Andreas Korn, Gunar Kaltofen, Roald Reinecke, Dieter Scholz; Leipzig Gewandhaus Orchestra; Lothar Zagrosek, conductor[3]
- Vanguard Classics: Lucia Popp, Gerd Feldhoff, Thomas Stewart, Leo Heppe, Evelyn Lear; Vienna State Opera Orchestra; Heinrich Hollreiser, conductor